# علیرضا صادقی برزانی
علیرضا صادقی برزانی (زادهٔ ۱۵ اردیبهشت ۱۳۵۲)، رکورد‌دار پرتاب توپ در حلقه بسکتبال است. وی در کودکی به‌ بیماری فلج اطفال مبتلا و از ناحیه‌ هر دو پا دچار معلولیت شده است.
او از سال ۱۳۶۴ به‌طور حرفه‌ای ورزش را شروع کرده و به دلیل مهارت‌های فوق‌العاده‌اش در استفاده از عصا در فوتبال شهرت دارد. نام او برای اولین بار به‌عنوان یک ایرانی در رشته بسکتبال، در کتاب رکوردهای جهانی گینس به ثبت رسید. او همچنین کاندید مهارت برتر سال ۲۰۲۱ از سوی گینس شد.

## رکورد گینس
علیرضا صادقی برزانی، اولین فردی است که تاکنون از فاصله 15 متری توپ بسکتبال را از روی زمین به داخل سبد انداخته است. 